# Le Chant du cygne (film, 1920)
Pour les articles homonymes, voir Le Chant du cygne (homonymie).
Pour plus de détails, voir Fiche technique et Distribution.
Le Chant du cygne (The Great Lover) est un film américain réalisé par Frank Lloyd, sorti en 1920.

## Synopsis
Après des études en Europe, Ethel Warren revient faire des débuts à New York avec la compagnie d'opéra dont Jean Paurel, un baryton de renommée mondiale, est la vedette. Carlo Sonino, un autre membre de la troupe, tombe amoureux d'Ethel et la prévient contre les avances du célèbre chanteur. Paurel s'amourache d'Ethel, provoquant ainsi la jalousie de la prima donna, Sabotini. Quand, après le premier acte, Ethel apprend que Paurel a eu une attaque à la gorge, elle se rue dans les coulisses. Carlo, prévenu par Sabotini, la suit et lui fait une scène, ce à quoi elle répond en annonçant ses fiançailles avec Paurel. Ce dernier étant incapable de jouer le deuxième acte, Carlo prend sa place et est très applaudi. Après que Paurel apprend qu'il ne pourra jamais plus chanter, Bianca, une chanteuse à la retraite et le premier amour de Paurel, lui apprend que Carlo est leur fils et supplie Paurel de laisser Ethel pour le bonheur du jeune homme. Finalement il accepte. 

## Fiche technique
- Titre original : The Great Lover
- Titre français : Le Chant du cygne
- Réalisation : Frank Lloyd
- Scénario : J.E. Nash, d'après la pièce The Great Lover  de Leo Ditrichstein, Frederick Hatton et Fanny Hatton
- Photographie : J. Devereaux Jennings
- Production : Samuel Goldwyn
- Producteur délégué : Frank Lloyd
- Société de production : Goldwyn Pictures Corporation
- Sociétés de distribution :  Goldwyn Distributing Corporation ;  Films Erka
- Pays de production :  États-Unis
- Langue originale : anglais
- Format : noir et blanc — 35 mm — 1,37:1 — Film muet
- Genre : drame
- Durée : 6 bobines
- Date de sortie :
  - États-Unis : novembre 1920
- Licence : Domaine public

## Distribution
- John St. Polis : Jean Paurel
- Claire Adams : Ethel
- John Davidson : Sonino
- Alice Hollister : Bianca
- Lionel Belmore : l'imprésario
- Rose Dione : Sabotini
- Richard Tucker : le concierge
- Tom Ricketts : Potter
- Frederick Vroom : le docteur
- Gino Corrado : le secrétaire